# Lepidopilidium divaricatum
Lepidopilidium divaricatum là một loài rêu trong họ Pilotrichaceae. Loài này được (Dozy & Molk.) Broth. mô tả khoa học đầu tiên năm 1907.